# 埃拉西斯特拉图斯
埃拉西斯特拉图斯（英語：Erasistratus），（前304年—前250年）。古希腊解剖学家和塞琉古王国君主塞琉古一世的御用医生。曾在塞琉古王国凭借高超的医术而闻名遐迩。他在埃及亚历山大港创立了解剖学校，在此进行解剖学研究工作。他倡导原子对于人体的重要价值，为首位对人体的大脑和小脑进行深入研究的学者，此外，他还探讨了人体的心脏、动脉和静脉之间的关系。他的著述亦十分丰富。